# Melodifestivalen 2026
Melodifestivalen 2026 kommer att bli den 66:e upplagan av Melodifestivalen, samt Sveriges uttagning till Eurovision Song Contest 2026. Detta har blivit bekräftat av TV-bolaget Sveriges Television (SVT), som i juli 2025 gick ut med att landet skulle delta i årets upplaga av ESC. Än så länge har inga datum eller arenor för årets tävling offentliggjorts, mer än att det troligtvis kommer att vara någon gång mellan februari och mars 2026. Vinnaren av årets tävling kommer därmed att representera Sverige i Eurovision Song Contest 2026, som detta år antingen kommer att hållas i Innsbruck eller Wien i Österrike.